# 嶺東道

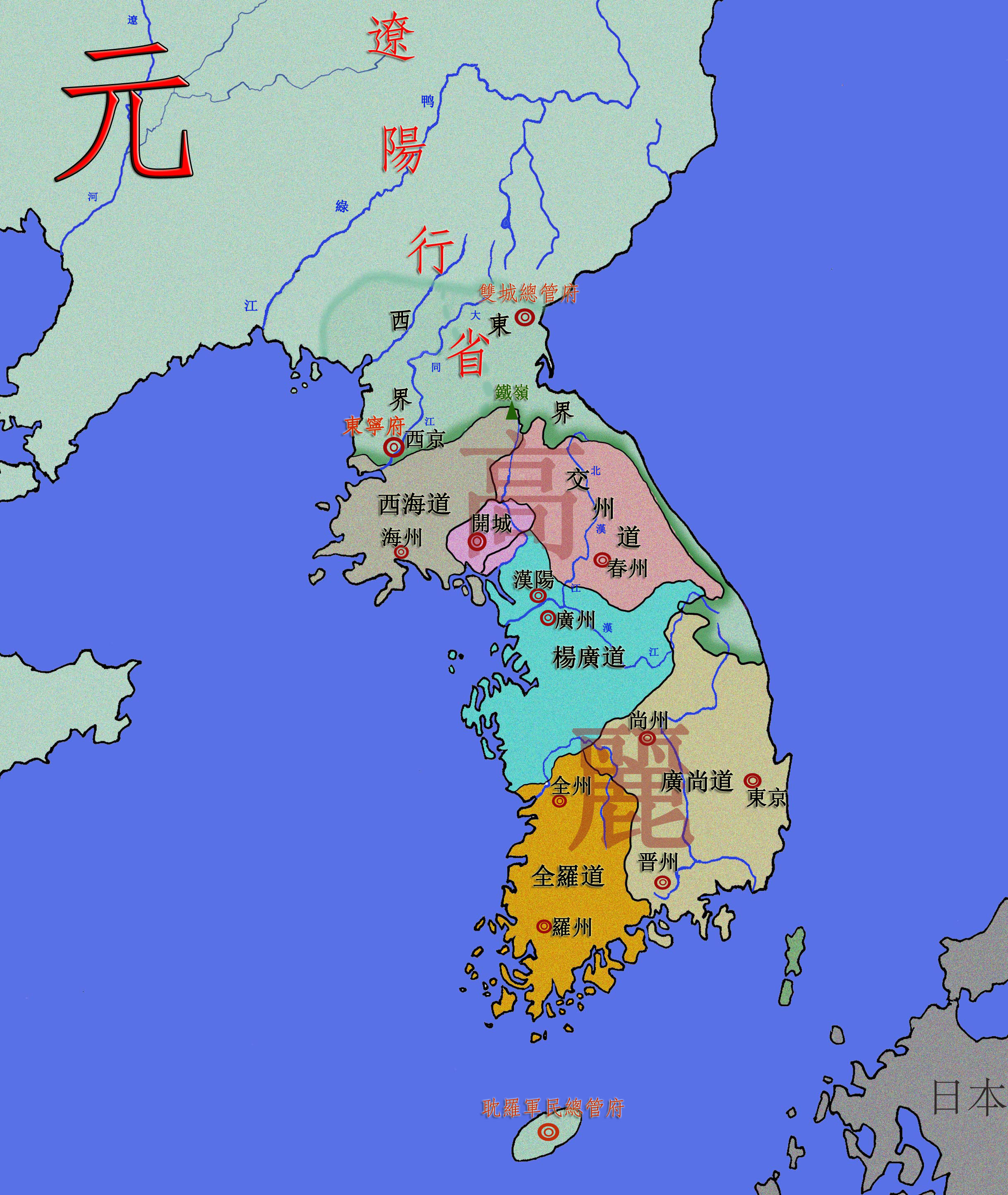
高麗行政區劃

嶺東道高麗设立的道，領慶金等九州三十五縣（一說四十八縣，實四十一縣，今庆尚南道东部）。